# Roberto Calasso

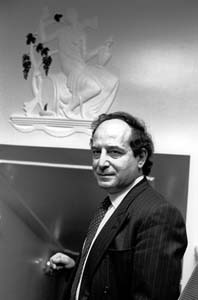
Roberto Calasso, 1991

Roberto Calasso (* 30. Mai 1941 in Florenz; † 28. Juli 2021 in Mailand) war ein italienischer Essayist und kulturphilosophischer Schriftsteller, dessen wichtigste Werke in viele europäische Sprachen übersetzt wurden. Er war außerdem Leiter des Verlages Adelphi Edizioni in Mailand.

## Leben
Roberto Calasso studierte an der Universität Rom Englische Literatur und wurde von Mario Praz mit einer Untersuchung über Die Hieroglyphen von Sir Thomas Browne promoviert. Nach dem Tod von Roberto Bazlen 1965, der 1962 zusammen mit Luciano Foà – sozusagen als Sezession des Einaudi Verlags  – in Mailand das Verlagshaus Adelphi gegründet hatte, trat Calasso an Foàs Stelle und war seit 1971 geschäftsführender Direktor. Als eines der ersten Projekte des jungen Verlages wurde die italienische Version der von Giorgio Colli und Mazzino Montinari erarbeiteten kritischen Edition der Werke Friedrich Nietzsches in Angriff genommen. Für seine Verdienste um das Werk Nietzsches in Italien wurde Calasso 1998 der Premio Nietzsche verliehen. 2008 wurde er mit dem Wissenschaftspreis der Aby-Warburg-Stiftung ausgezeichnet.
Als 2015 die Übernahme des Adelphi-Verlages, den Calasso als Minderheitsaktionär leitete, durch das von Marina Berlusconi präsidierte Verlagsimperium Mondadori drohte, gelang es Calasso, sich bzw. Adelphi „freizukaufen“, indem er seinen Aktienanteil auf 71 % des Gesamtkapitals erhöhen konnte.
Er war seit 2000 Foreign Honorary Member der American Academy of Arts and Sciences. Der American Academy of Arts and Letters gehörte er seit 2015 ebenfalls als auswärtiges Ehrenmitglied an.
Calasso war mit der Schriftstellerin Fleur Jaeggy verheiratet und lebte in Mailand, wo er Ende Juli 2021 im Alter von 80 Jahren nach langer Krankheit starb.

## Wirken
Calasso hielt in seinen größeren Werken „kunstvoll das Gleichgewicht zwischen Literatur und Essay. Assoziativ ein Bild an das nächste reihend entfaltete er seine Sicht der griechischen Mythologie (in Die Hochzeit von Kadmos und Harmonia), der indischen Vorstellungswelt (in Ka) und der modernen europäischen Literatur (in Der Untergang von Kasch)“. In seinem anschließenden Werk Die Literatur und die Götter versuchte Calasso schließlich eine Engführung von griechischer und indischer Mythologie und jener Literatur der europäischen Moderne, die er als „absolute“ bezeichnet: zunächst Friedrich Hölderlin und Friedrich Schlegel, dann Charles Baudelaire, Lautréamont, Friedrich Nietzsche, Gottfried Benn.
Eine Besonderheit von Calassos schriftstellerischer Produktion waren die Waschzettel, die er für hunderte von Adelphi-Titeln verfasst hat. Weil sie nicht übliche Werbung sind, sondern, wie ein Rezensent schrieb, Texte „vom Feinsten, was sich auf der Länge zweier Druckseiten zu funkelnden Mikroerzählungen verdichten lässt“, wurde zum 40-jährigen Jubiläum des Verlages Adelphi eine Auswahl von hundert dieser Miniaturen in einem Band herausgegeben.

## Schriften (Auswahl)
- Die geheime Geschichte des Senatspräsidenten Dr. Daniel Paul Schreber. (1974) Aus dem Italienischen von Reimar Klein. Suhrkamp, Frankfurt/M. 1980 ISBN 3-518-11024-1.
- Die Hochzeit von Kadmos und Harmonia. (1988) Aus dem Italienischen von Moshe Kahn. Insel-Verlag, Frankfurt am Main/Leipzig 1993, ISBN 3-458-33176-X.
- Der Untergang von Kasch. (1983) Aus dem Italienischen von Joachim Schulte und Reimar Klein. Suhrkamp, Frankfurt/M. 1997, ISBN 3-518-39925-X.
- Ka. (1996) Aus dem Italienischen von Anna Katharina Fröhlich und Marianne Schneider. Suhrkamp, Frankfurt/M. 1999, ISBN 3-518-41067-9.
- Die Literatur und die Götter. (2001) Aus dem Italienischen von Reimar Klein. Hanser, München 2003, ISBN 3-446-20263-3.
- Die neunundvierzig Stufen. Essays. (1991) Aus dem Italienischen von Joachim Schulte. Hanser, München 2005, ISBN 3-446-20567-5.
- Hundert Briefe an einen unbekannten Leser. (2003) Aus dem Italienischen von Roland H. Wiegenstein. Hanser, München 2006, ISBN 978-3-446-20741-7.
- K. (2002) Aus dem Italienischen von Reimar Klein. Hanser, München 2006, ISBN 978-3-446-20759-2.
- Das Rosa Tiepolos. (2006) Aus dem Italienischen von Reimar Klein. Hanser, München 2010, ISBN 978-3-446-23576-2.
- Der Traum Baudelaires. (2008) Aus dem Italienischen von Reimar Klein. Hanser, München 2012, ISBN 978-3-446-23998-2.[8]
- Die Glut. (2010) Aus dem Italienischen von Reimar Klein. Hanser, München 2015, ISBN 978-3-446-24918-9.
- Das unnennbare Heute. Aus dem Italienischen von Reimar Klein und Marianne Schneider. Suhrkamp, Berlin 2019, ISBN 978-3518428665.
- Il Cacciatore Celeste. 2016
  - Der himmlische Jäger. Übersetzung Reimar Klein, Marianne Schneider. Suhrkamp, Berlin 2020[9]
- Il libro di tutti i libri. Biblioteca Adelphi, Milano 2019, ISBN 9788845934179.
  - Das Buch aller Bücher. Aus dem Italienischen von Marianne Schneider. Berlin, Suhrkamp 2022, ISBN 978-3-518-43079-8.

## Ehrungen und Auszeichnungen
- 1989: Premio Internazionale Federico Nietzsche
- 1991: Prix européen de l’essai Charles Veillon
- 2008: Wissenschaftspreis der Aby-Warburg-Stiftung